# Alosa alosa
The allis shad (Alosa alosa) là một loài cá thuộc họ Clupeidae. Loài này có ở Algérie, Bỉ, Bulgaria, Đan Mạch, Pháp, Đức, Hy Lạp, Ireland, Ý, Maroc, Hà Lan, Na Uy, Ba Lan, Bồ Đào Nha, Tây Ban Nha, Thụy Điển, Thụy Sĩ, Thổ Nhĩ Kỳ, và Vương quốc Anh.

## Hình ảnh

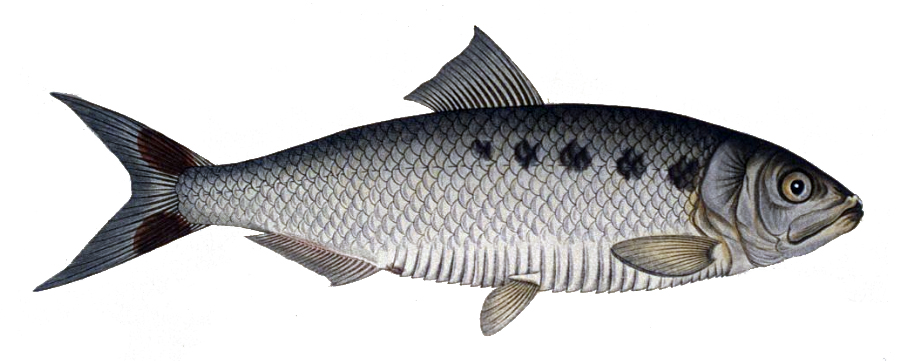
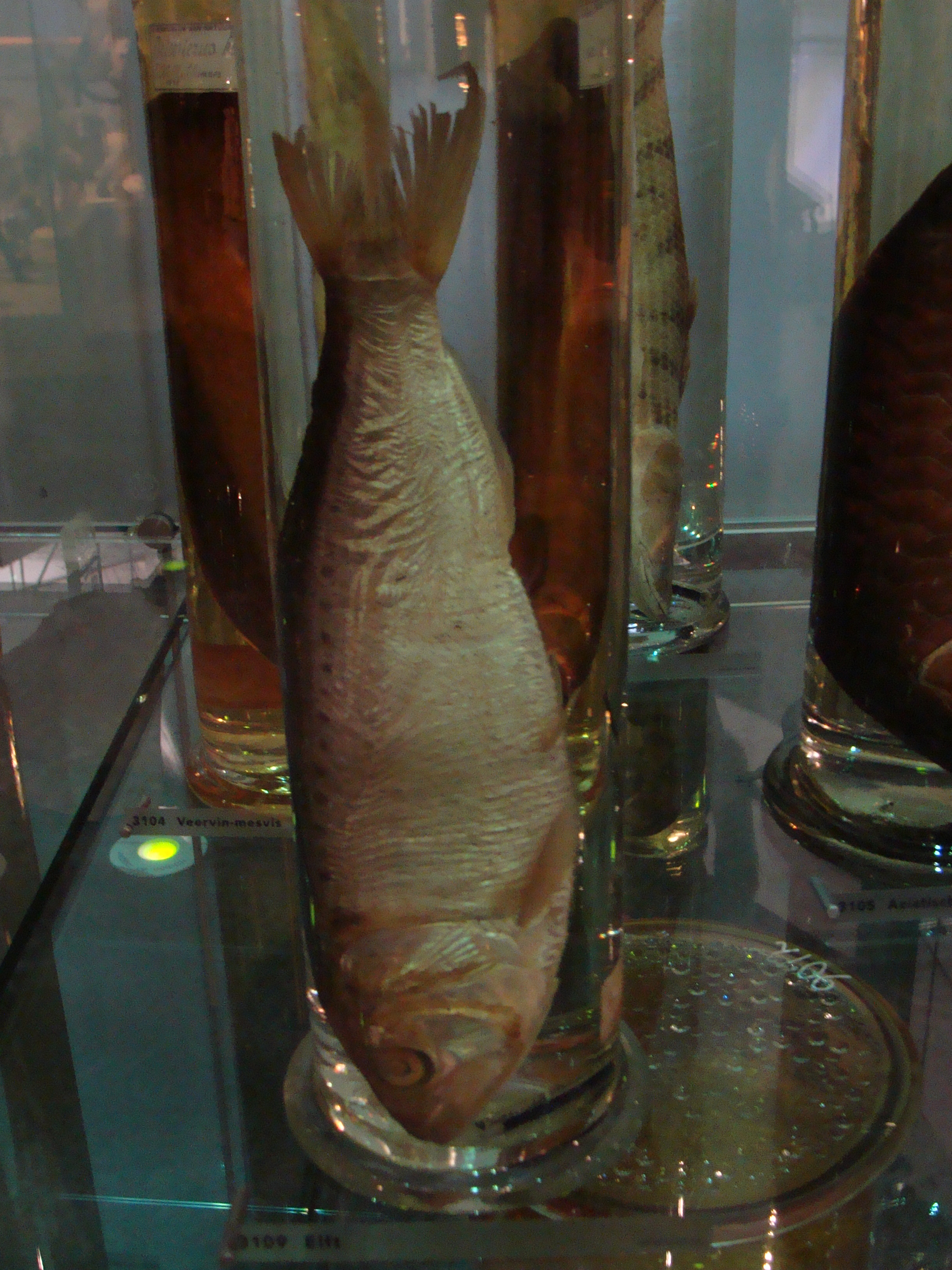
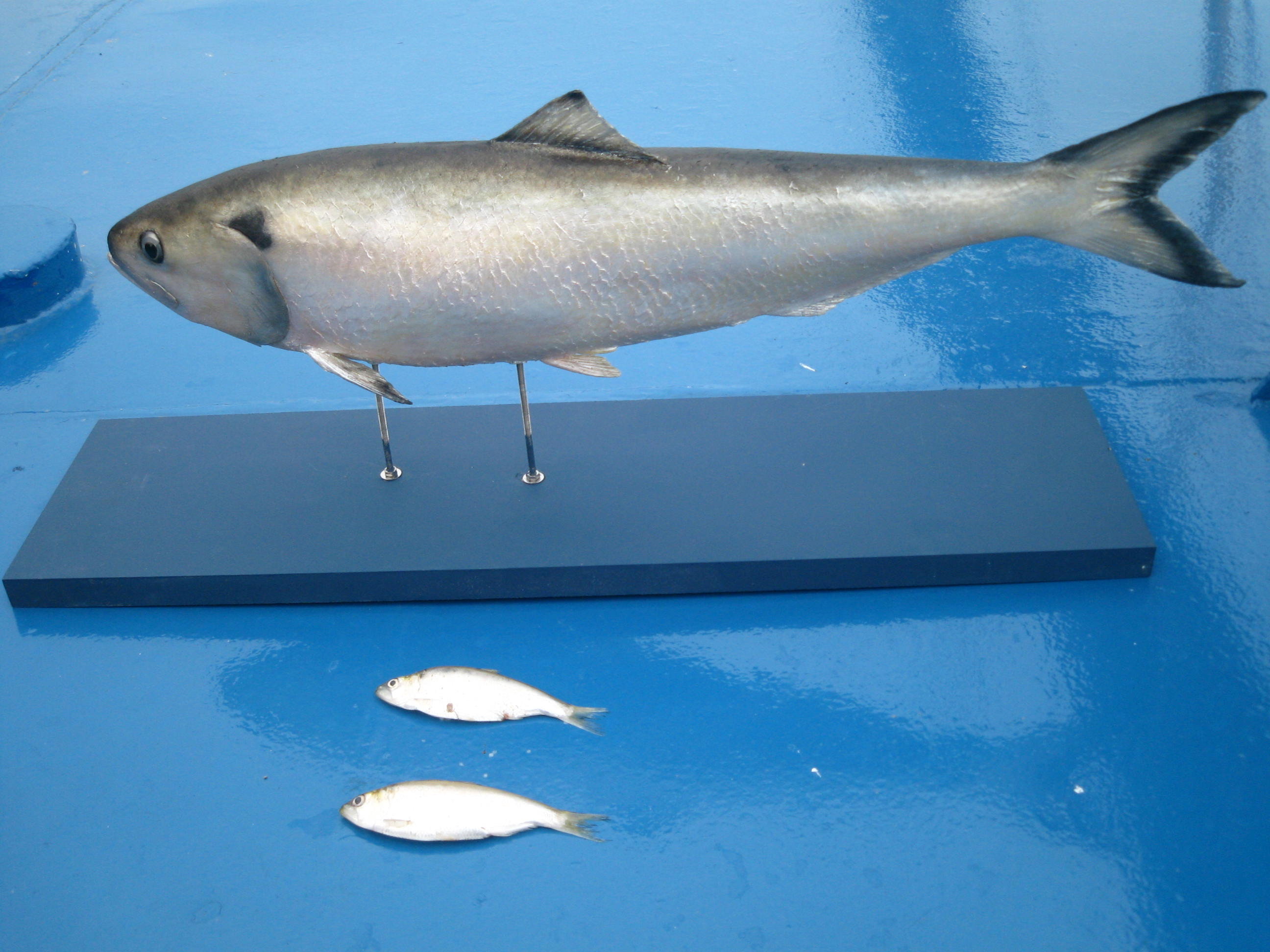
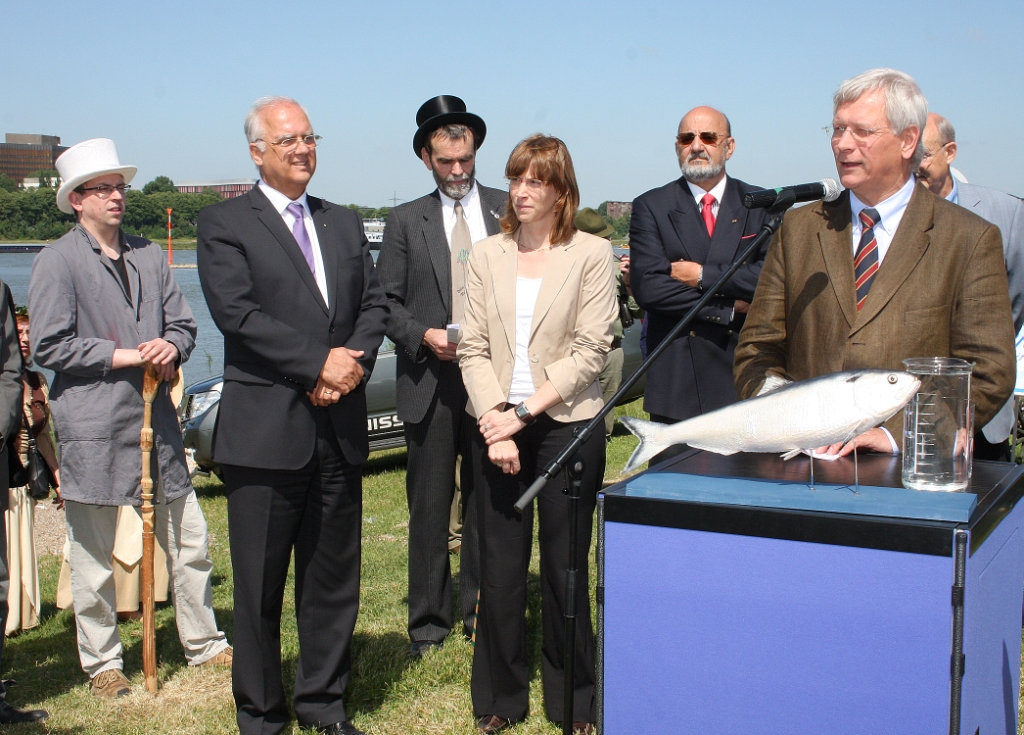